# Onychosepalum
Onychosepalum é um género botânico pertencente à família Restionaceae.